# Horovce, Michalovce
Horovce este o comună slovacă, aflată în districtul Michalovce din regiunea Košice. Localitatea se află la altitudinea de 106 m deasupra n.m., se întinde pe o suprafață de 13,08 km2 și în 2017 număra 832 de locuitori.

## Istoric
Localitatea Horovce este atestată documentar din 1347.

## Demografie
| An:                | 1994 | 2004  | 2014   | 2024   |
| ------------------ | ---- | ----- | ------ | ------ |
| Număr de persoane: | 875  | 896   | 859    | 879    |
| Diferență:         |      | +2,4% | −4,12% | +2,32% |

| An:                | 2023 | 2024   |
| ------------------ | ---- | ------ |
| Număr de persoane: | 869  | 879    |
| Diferență:         |      | +1,15% |